# 旁多乡
旁多乡（藏語：ཕུ་མདོ་），是中华人民共和国西藏自治区拉萨市林周县下辖的一个乡镇级行政单位。

## 行政区划
旁多乡下辖以下地区：
旁多村、达龙村、日布村、加给村、宁布村和帮多村。
2011年，由于旁多水利枢纽工程的建设，该乡原政府驻地被淹没。搬迁曽导致抗议和当局对居民的拘捕。